# Anna Sologașvili
Anna „Ola” Sologașvili (în georgiană ანნა [ოლა] სოლოღაშვილი; n. 1882, Q11008300⁠(d), Gori Municipality⁠(d), Republica Sovietică Socialistă Gruzină, URSS – d. 1937) a fost o politiciană georgiană a Partidului Social Democrat și membră a Adunării Constituante a Georgiei între 1919 și 1921. După preluarea sovietică a Georgiei în 1921, ea a făcut parte din opoziția clandestină și mai târziu a lucrat ca profesoară. A fost judecată pentru trădare și executată în 1937.

## Biografie
Anna Sologașvili s-a născut în anul 1882 într-o familie nobilă din satul Mejvriskhevi de lângă Gori, care făcea parte atunci din provincia Georgia controlată de ruși. A absolvit studii de istorie la Universitatea din Harkov. În anul 1903 Sologașvili s-a alăturat Partidului Social Democrat și a contribuit la propagarea literaturii marxiste în mediul rural. Cu ocazia scindării Partidului Social Democrat, ea a făcut parte din gruparea menșevicilor care se opuneau bolșevicilor. În 1912 a fost arestată pentru activități revoluționare, dar a fost achitată ulterior. După ce Revoluția din Februarie a răsturnat monarhia rusă în 1917, Sologașvili a devenit membră a Consiliului Național Georgian și a votat pentru independența Georgiei în mai 1918. A fost aleasă apoi membră a Consiliului Orășenesc Tiflis și, în 1919, membră a Adunării Constituante a Georgiei (care-și proclamase recent independența) pe lista Partidului Social Democrat. Ea a devenit astfel una dintre cele cinci femei din prima legislatură georgiană aleasă în mod democratic, care avea 130 de membri. A făcut parte, în cadrul Adunării, din comisiile pentru biblioteci, pensii și alegeri și a susținut mai multe proiecte de lege.
După ce Republica Democrată Georgia a fost invadată de Armata Roșie în 1921, Sologașvili s-a implicat în opoziția politică subterană față de noul regim. Ea a fost membră a Comitetului pentru Femei al Partidului Social Democrat din Georgia, care a oferit ajutor deținuților politici și familiilor acestora. În 1922, Comitetul a fost transformat într-o organizație clandestină multipartidă, Crucea Roșie Politică din Georgia. După revolta antisovietică inutilă din 1924, ea nu a mai fost activă politic și a lucrat ca profesoară în oblastia autonomă Osetia de Sud, care fusese recent înființată. În perioada de apogeu a Marii Epurări Staliniste din 1937, Sologașvili a fost arestată și judecată în grabă de troica NKVD pentru „propaganda antisovietică”, „șovinism” și legături cu politicianul emigrat Noe Ramishvili. A fost executată de un pluton de execuție în același an.